# Mindoro-Zwergohreule
Die Mindoro-Zwergohreule (Otus mindorensis), auch kurz Mindoroeule genannt, ist eine Eulenart aus der Gattung der Zwergohreulen. Sie lebt als Endemit ausschließlich auf der philippinischen Insel Mindoro.

## Beschreibung
Die sehr kleine Eule wird 18 bis 19 Zentimeter lang. Sie ist oben braun mit schwarzen Schaftstrichen, die unterbrochene Bänder bilden. Die Unterseite ist überwiegend matt gelblich mit dünnen weißen Bändern. Die Stirn ist einfarbig hellbraun oder weißlich, die Augen sind leuchtend gelb, die Federohren mittellang. Der Schnabel ist grünlich gelb mit schmutzig fleischfarbener Wachshaut. Die weißlich fleischfarbenen Füße sind nur zur Hälfte befiedert, die Krallen grau.

## Lebensweise
Sie bewohnt Bergwälder mit dichtem Kronendach über 870 Meter Höhe. Die Nahrung ist nicht bekannt. Die Stimme besteht aus einer Serie von kurzen, weniger als 0,5 Sekunden langen huuu-Lauten im Abstand von mindestens fünf Sekunden.

## Verbreitung
Die wenig erforschte Art lebt endemisch auf Mindoro. Stellenweise noch häufig, gilt sie bei BirdLife International wegen der Lebensraumzerstörung als gefährdet.